# Belila
Belila (în bulgară Белила) este un sat în Obștina Sredeț, Regiunea Burgas, Bulgaria.

## Demografie
Componența etnică a satului Belila
     Bulgari (96,87%)
     Nicio identificare (3,12%)
     Altele (0%)
La recensământul din 2011, populația satului Belila era de 32 locuitori. Din punct de vedere etnic, majoritatea locuitorilor (96,87%) erau bulgari. Pentru 3,12% din locuitori nu este cunoscută apartenența etnică.